# 日日拉鄉
45°18′N 28°09′E / 45.300°N 28.150°E
日日拉鄉（羅馬尼亞語：Comuna Jijila, Tulcea），是羅馬尼亞的鄉份，位於該國東南部，由圖爾恰縣負責管轄，面積120平方公里，海拔高度34米，2002年人口5,808，人口密度每平方公里49人。